# Den vördade
Den vördade, (originaltitel The treasured one från 2004), är den andra boken i David och Leigh Eddings nya fantasyserie Drömmarna, som kommer att omfatta fyra delar. Den första boken - Äldre gudar - kom ut i augusti 2004.

## Utgåvor på svenska
- 2005 - Den vördade ISBN 91-32-33118-5
- 2006 - Den vördade ISBN 91-32-33214-9
- 2007 - Den vördade (Drömmarna 2) ISBN 91-32-43593-2